# گورسلبن
گورسلبن (به آلمانی: Gorsleben) یک شهر در آلمان است که در کوفهویزرکرایس واقع شده‌است. گورسلبن ۶۶۶ نفر جمعیت دارد.